# روبي ديفيس
روبي ديفيس (بالإنجليزية: Robbie Davis)‏ هو فارس أمريكي، ولد في 18 يوليو 1961 في بوكاتيلو في الولايات المتحدة.